# Croton calderi
Espèce
Croton calderi est une espèce de plantes à fleurs du genre Croton et de la famille des Euphorbiaceae, présente en Birmanie.